# Enhanced 911
Als Enhanced 911 oder E911 wird ein in den USA gesetzlich durch das E911 mandate vorgeschriebener Dienst bezeichnet, der die vollautomatische Übermittlung von geographischen Standortangaben des Anrufers beim Absetzen eines Notrufes vorschreibt.
Grundsätzlich bedient man sich dabei einer inversen Rufnummernsuche, so dass anhand der vom Netzbetreiber zwingend übermittelten Rufnummernkennung die jeweils zur Rufnummer hinterlegte Adresse übermittelt wird bzw. die geografischen Positionsdaten bei drahtloser Telefonie. Die den Notruf entgegennehmende Rettungsleitstelle ist folglich nicht auf die mündliche Übermittlung des Standortes durch den oftmals panischen oder verletzten Anrufer angewiesen.
Enhanced 911 ist in den meisten Ballungsräumen der USA und Kanada verfügbar. Mancherorts (z. B. Minneapolis/St. Paul) ist es seit den frühen 1980er Jahren im Einsatz.
In Nordamerika greift das System nur dann, wenn die Notrufnummer 911 angewählt wird. Anrufe zu anderen Rufnummern, auch wenn diese als Notrufnummer (engl. emergency telephone number) bezeichnet sind, werden möglicherweise nicht lokalisiert.
Außerhalb der USA bezeichnet man dieses Verfahren caller location (zu deutsch Anruferlokalisierung), wobei die Implementierung von der Struktur und der Vermittlungsweise von Notrufen örtlich variiert.

## Public Safety Answering Point (PSAP)
Ziel eines E911 Notrufes ist ein Public Safety Answering Point (PSAP, dt. sinngemäß Leitstelle). Eine örtliche Vermittlungsstelle kann von mehreren PSAPs bedient werden. Ebenso können mehrere Vermittlungsstellen einem PSAP zugeordnet sein. Das Einzugsgebiet eines PSAP hängt mehr von historischen, verwaltungstechnischen und organisatorischen Gegebenheiten, als von technischen Erfordernissen ab. Die meisten PSAPs sind mit einer sog. ESN, einer individuellen Identifikationsnummer versehen.
Die Standortinformationen des Anrufers werden dem Disponenten in der Rettungsleitstelle üblicherweise mittels Computersystemen auf einer Karte angezeigt. Ebenso werden auf jener Karte die nächstgelegenen Einsatzkräfte visualisiert.
Bei drahtgebundenen Notrufen wird die beim Netzbetreiber hinterlegte Adresse angezeigt, bei drahtlosen abgesetzten Notrufen (z. B. von Mobilfunktelefonen aus) werden geographische Koordinaten übermittelt.
Nicht alle PSAPs verfügen über die volle Funktionalität des Systems.

## Enhanced 911 bei drahtgebundener Telefonie
Auf Grundlage des E911 mandate sind US-amerikanische Netzbetreiber verpflichtet, eine Anruferkennung an die Leitstellen zu übermitteln. Anhand der Anruferkennung wird jedem Notruf eine Adresse sowie über die ESN die zuständige Leitstelle zugeordnet. Diese Zuordnung wird mittels einer Datenbankfunktion namens ALI (Automatic Line Identification) bewerkstelligt. Grundsätzlich wird die Unterhaltung der ALI-Datenbank an einen mit ILEC (Incumbent Local Exchange Carrier) bezeichneten privaten Betreiber delegiert. Da für die ALI-Datenbank keine Spezifikationen standardisiert sind, existieren bei den ILECs unterschiedliche Standards. Ergänzt wird die ALI-Datenbank vielerorts durch eine MSAG Datenbank (Master Street Address Guide), die Straßennamen, Hausnummernbereiche und andere relevante Adresselemente enthält.
Betreiber lokaler Vermittlungsstellen sind über mindestens zwei DS0-level Standleitungen mit einem PSAP oder speziellen Notruf Vermittlungseinrichtungen verbunden, die auch als E911 router bezeichnet werden, da sie an die PSAPs über ISUP Leitungen mittels SS7-Protokoll angebunden sind. Diese Lösung findet zunehmende Verbreitung, da sie die Anbindung zwischen ISUP/SS7 basierten Vermittlungsstellen an die vielen proprietären PSAPs erleichtert.
Analog angebundene PSAPs nutzen üblicherweise CAMA-Verbindungen. Diese ähneln herkömmlichen POTS-Verbindungen, sind aber um die Fähigkeit der Übermittlung der ANI, einer speziellen Anruferkennung, erweitert.
PSAPs, die eine ältere digitale Anbindungen verwenden, nutzen spezialisierte MF-Verbindungen, die die ANI beim Wink Start während des Rufaufbaus übertragen.
Modernisierte PSAPs werden per ISUP/SS7-Leitungen angebunden. Hierbei wird die ANI bereits in der SS7 setup message übermittelt.
Daten aus der ALI-Datenbank werden nicht über die Telefonleitungen übertragen, sondern über separate Infrastruktur.
Als ALI failure bezeichnet man den Fall, in dem eine ANI nicht übermittelt wird oder die ALI-Datenbank über keinen entsprechenden Eintrag verfügt. Gegebenenfalls wird der Notruf dann an ein PSAP geleitet, dessen ESN für den jeweiligen Netzbereich hinterlegt wurde. Dann muss der Disponent im PSAP den Notrufer nach seinem Standort befragen und ihn ggf. zu einem anderen PSAP, das zuständig ist, durchstellen.
Die Netzbetreiber sind sodann verpflichtet eventuelle Fehler in der ALI Datenbank umgehend zu berichtigen.
Die (häufig konkurrierenden) örtlichen Netzbetreiber (Competitive local exchange carriers, kurz CLEC) handeln die Interkonnektion zur ALI-Datenbank mit dem örtlichen ILEC aus und vervollständigen die ALI-Datenbank auf Grundlage des MSAG.